# Roiul deschis „Fluturele”
Roiul deschis „Fluturele” (Messier 6 / M 6) este un obiect ceresc, situat în constelația Scorpionul, care face parte din Catalogul Messier, întocmit de astronomul francez Charles Messier. Este vizibil cu binoclul. Se pare că a fost descoperit de Giovanni Battista Hodierna, prin anii 1650, care ar fi numărat circa douăzeci de stele, însă descoperirea sa nu a fost cunoscută înainte de anii 1980. Charles Messier l-a integrat în catalogul său în 1764.

## Caracteristici
Roiul este constituit, în parte, din stele albastre de tip B8, deși steaua cea mai strălucitoare din roi (de magnitudine 6,17) este de culoare orange. Roiul are o talie de 20 ani-lumină. Conține vreo sută de stele dintre care două stele variabile:
- V862 Scorpii, de tip Gamma Cassiopeiae, a cărei magnitudine variază de la 2 până la 8,5;
- BM Scorpii, a cărei magnitudine variază de la 6,8 până la 8,7.

Estimările vârstei roiului variază între 50 de milioane de ani și 100 de milioane de ani. Distanța sa este de 500 pc (∼1 630 a.l.).

## Observare

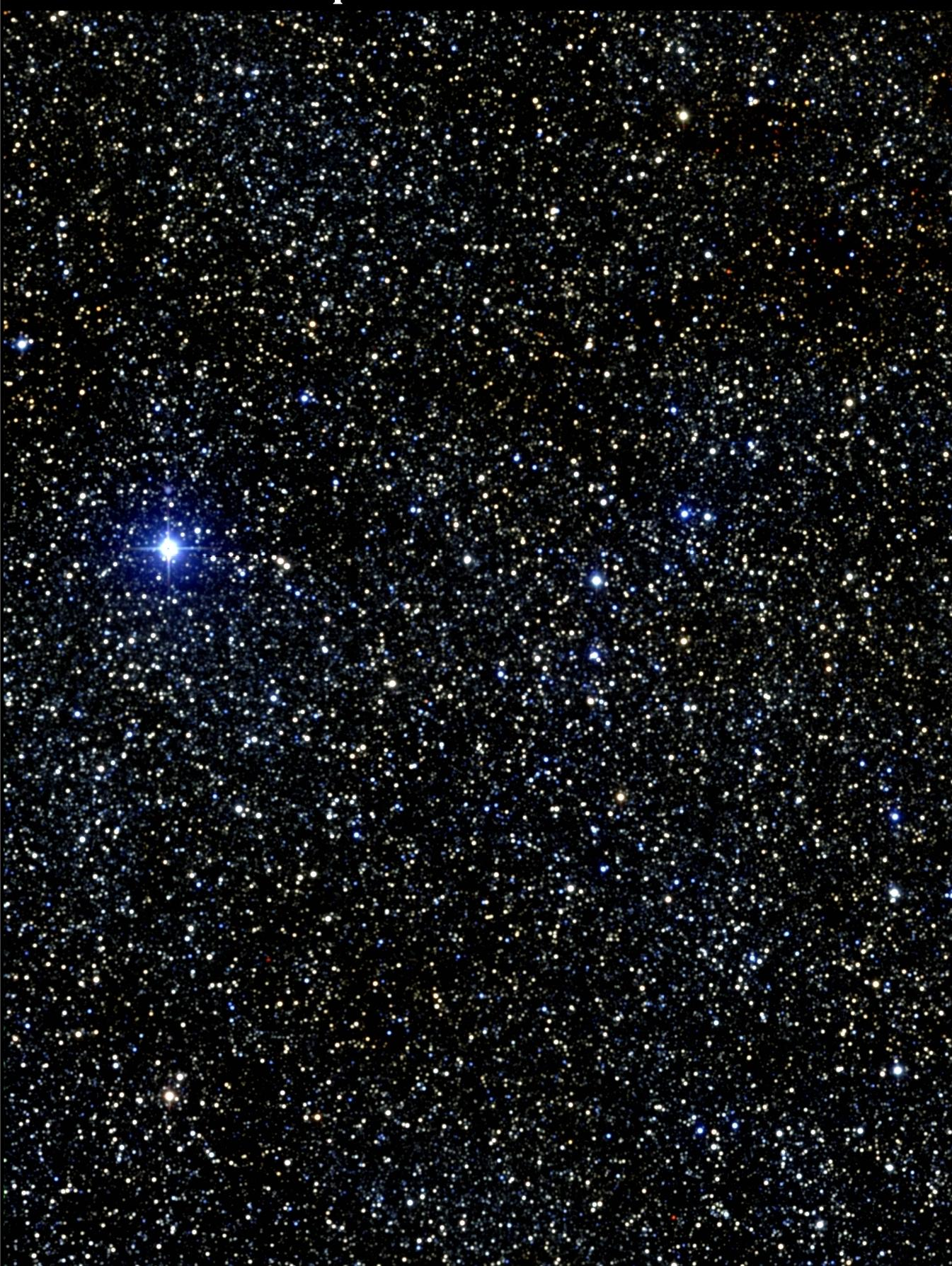
Imagine din Atlas a Roiului „Fluturele” (2MASS).

Cu binoclul, roiul își dezvăluie  deja un mare număr de stele. Observarea roiului cu telescopul sau cu luneta oferă o viziune mai interesantă folosind mici grosismente.